# Spårvidd 381 mm

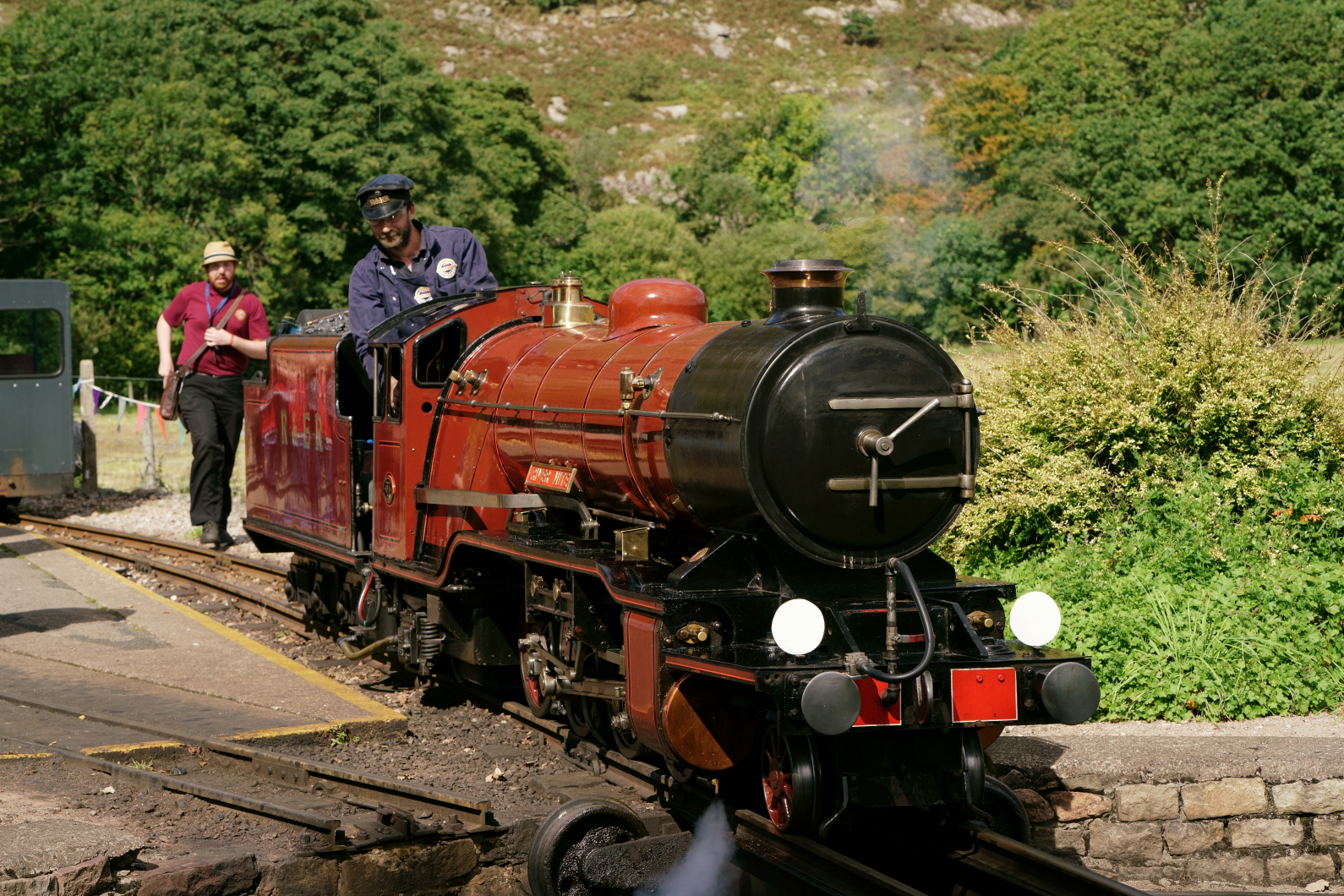
Ravenglass & Eskdale Railway

Spårvidd 381 mm (15 tums spårvidd) utvecklades efter studier utförda av den brittiske ingenjören Arthur Heywood. Heywood var intresserad av vad han kallade en järnväg med den minsta spårvidd, som kunde enkelt kunde läggas i så olika miljöer som en privat gård eller ett slagfält. 1874 beskrev han denna underliggande princip i konstruktionen av Duffield Bank Railway, och skilde den från en smalspårig järnväg.
Efter att tidigare ha byggt en liten järnväg med en spårvidd av 9 tum, bestämde han sig för att välja 15 tum som det minimum som kunde anses vara praktiskt.
Spårvidden 15 tum har sedan dess blivit en av de vanligaste spårvidderna i små järnvägar för besökare i nöjesparker, djurparker, safariparker och andra offentliga parker runt om i världen. Några av de äldsta av dessa platser, och speciellt de som är ägnade åt järnvägstemat, håller ofta tåg som drivs av sina ursprungliga små ångmaskiner.
Som framgår av listan nedan är de flesta av dessa rutter koncentrerade till Storbritannien och USA.

## Spår- och järnvägar med 381 mm spårvidd iEuropa

### Spår- och järnvägar med 381 mm spårvidd iFrankrike
| Region               | Departement | Kommun | Bansträckning        | Spår | Längd km | Körs med | Från å-m-d | Till å-m-d | Revs | Sällskap                         | Anmärkning / Källa |
| -------------------- | ----------- | ------ | -------------------- | ---- | -------- | -------- | ---------- | ---------- | ---- | -------------------------------- | ------------------ |
| Auvergne-Rhône-Alpes | Rhône       | Anse   | Jean Vacher - Strand | 1    | 2,5      | diesel   |            |            |      | Chemin de fer Touristique d'Anse |                    |

### Spår- och järnvägar med 381 mm spårvidd iStorbritannien
| Region               | Grevskap        | Kommun                  | Bansträckning                             | Spår | Längd km | Körs med             | Från å-m-d  | Till å-m-d | Revs | Sällskap                          | Anmärkning / Källa |
| -------------------- | --------------- | ----------------------- | ----------------------------------------- | ---- | -------- | -------------------- | ----------- | ---------- | ---- | --------------------------------- | ------------------ |
| Nordirland           | Ulster          | Belfast                 | Bellevue Park                             | 1    |          | ånga                 |             | 1950       |      | Bellevue Park Railway             |                    |
| Nordvästra England   | Lancashire      | Blackpool               | Zoo East Park Dr,                         | 1    | 0,6      | ånga                 | 1972        |            |      | Blackpool Zoo Railway             |                    |
| Sydöstra England     | Oxfordshire     | Blenheim                | Blenheim Park                             | 1    |          | ånga                 | 1975        |            |      | Blenheim Park Railway             |                    |
| Östra England        | Norfolk         | Wroxham                 | Wroxham - Aylsham                         | 1    | 14,4     | ånga                 | 1990        |            |      | Bure Valley Railway               |                    |
| Yorkshire och Humber | Lincolnshire    | North East Lincolnshire | Cleethorpes, Leisure Centre - Thorpe Park | 1    |          | ånga                 | 1948        |            |      | Cleethorpes Coast Light Railway   |                    |
| Wales                | Conwy           | Betws-y-Coed            | Betws-y-Coed                              | 1    | 0,8      | ånga                 | ~1974       |            |      | Conwy Valley Railway Museum       |                    |
| Sydvästra England    | Devon           | Combe Martin            | Combe Martin Wildlife Park                | 1    | 0,5      | ånga                 | 1989        |            |      | Combe Martin Wildlife Park        |                    |
| Skottland            |                 | Fife                    | St Andrews, Craigtoun Country Park        | 1    |          | ånga                 | 1996        |            |      | Craigtoun Miniature Railway       |                    |
| Östra Midlands       | Derbyshire      | Duffield                | Duffield                                  | 1    | 1,6      | ånga                 | 1874        | 1916       | 19   | Duffield Bank Railway             |                    |
| Nordvästra England   | Cheshire        | Eaton Hall              | Balderton - Eaton Hall                    | 1    |          | ånga                 | 1896        | 1946       | 1947 | Eaton Hall Railway                |                    |
| Nordvästra England   | Cheshire        | Eaton Hall              | Eaton Hall                                | 1    |          | ånga                 | 1994        |            |      | Eaton Hall Railway                |                    |
| Västra Midlands      | Worcestershire  | Evesham                 | Evesham Country Park                      | 1    | 2,0      | ånga, diesel         | 2002-08__   |            |      | Evesham Vale Light Railway        |                    |
| Wales                | Gwynedd         | Fairbourne              | Fairbourne - Barmouth Färja               | 1    |          | ånga                 | 1916        | 1986       |      | Fairbourne Railway                |                    |
| Sydöstra England     | Buckinghamshire | Milton Keynes           | Gulliver's Land                           | 1    | 0,5      | ånga                 | 1999        |            |      | Gulliver's Land                   |                    |
| Nordvästra England   | Cheshire        | Warrington              | Gulliver's World -                        | 1    | 0,5      | ånga                 | 1989        |            |      | Gulliver's World                  |                    |
| Nordvästra England   | Lancashire      | Wigan                   | Haigh Country Park                        | 1    | 1,6      | ånga                 | 1986-07-    |            |      | Haigh Country Park Railway        |                    |
| Nordöstra England    | Northumberland  | Heatherslaw             | Heatherslaw - Etal Village                |      | 2        | ånga, diesel         | 1989        |            |      | Heatherslaw Light Railway         |                    |
| Yorkshire och Humber | West Yorkshire  | Kirklees                | Skelmanthorpe - Clayton West              | 1    | 6,4      | ånga, diesel, bensin | 1991        |            |      | Kirklees Light Railway            |                    |
| Nordvästra England   | Lancashire      | Knowsley                | Knowsley Safari Park                      | 1    | 0,7      |                      | 1971        |            |      | Lakeside Railway                  |                    |
| Nordvästra England   | Lancashire      | Southport               | Marine Lake                               | 1    |          | ånga, diesel         | 1911-05-11  |            |      | Lakeside Miniature Railway        |                    |
| Sydvästra England    | Cornwall        | Newquay                 | Benny Halt - East Wheal Rose              | 1    | 2,4      | ånga                 | 1974-06-16  |            |      | Lappa Valley Steam Railway        |                    |
| Yorkshire och Humber | North Yorkshire | Ripon                   | Lightwater Valley Theme Park              | 1    | 1,2      |                      | 1979        |            |      | Lightwater Valley Themepark       |                    |
| Sydvästra England    | Wiltshire       | Longleat                | Longleat House and Safari Park            | 1    |          | ånga, diesel         | 1965 (Påsk) |            |      | Longleat House Railway            |                    |
| Östra Midlands       | Derbyshire      | Derby                   | Markeaton, Markeaton Park                 | 1    | 1,2      | ånga, diesel         | 1989        |            |      | Markeaton Park Light Railway      |                    |
| Sydöstra England     | Hampshire       | (ved) Winchester        | Marwell Wildlife Park                     | 1    | 0,9      |                      | 1987        |            |      | Marwell Zoo Railway               |                    |
| Wales                | Pembrokeshire   | Narberth                | Oakwood Theme Park                        | 1    | 1,0      |                      | 1987        |            |      | Oakwood Adventure Park            |                    |
| Sydvästra England    | Cornwall        | Hayle                   | Paradise Park                             | 1    |          | diesel               | 1976        |            |      | Paradise Park Railway             |                    |
| Sydöstra England     | Hampshire       | Ower                    | Paulton's Park                            | 1    | 0,6      |                      | 1987        |            |      | Paulton's Park                    |                    |
| Sydvästra England    | Gloucestershire | Coleford                | Forest of Dean                            | 1    | 2,4      | ånga, diesel         | 1996-08-01  |            |      | Perrygrove Railway                |                    |
| Nordvästra England   | Cumbria         | Ravenglass              | Ravenglass - Boot                         | 1    | 11,3     | ånga                 | 1916        |            |      | Ravenglass and Eskdale Railway    |                    |
| Wales                | Powys           | Berriew                 | Berriew                                   | 1    |          | ånga                 |             |            |      | Rhiw Valley Light Railway         |                    |
| Wales                | Denbighshire    | Rhyl                    | Wellington Road                           | 1    |          | ånga, diesel         | 1911-05-01  |            |      | Rhyl Miniature Railway            |                    |
| Sydöstra England     | Kent            | Hythe                   | Hythe, Cinque Ports - Dungeness           | 1    | 23       | ånga                 | 1927-07-16  |            |      | Romney, Hythe & Dymchurch Railway |                    |
| Yorkshire och Humber | North Yorkshire | Saltburn-by-the-Sea     | Saltburn-by-the-Sea                       | 1    |          | ånga                 | 1947        |            |      | Saltburn Miniature Railway        |                    |
| Yorkshire och Humber | North Yorkshire | Sand Hutton             | Sand Hutton                               | 1    | 0,8      | ånga                 | 1912        | 1922       |      | Sand Hutton Miniature Railway     |                    |
| Östra Midlands       | Nottinghamshire | ved Ollerton            | Sherwood Forest Farm Park                 | 1    | 0,7      | ånga, diesel         | 2000        |            |      | Sherwood Forest Railway           |                    |
| Östra England        | Norfolk         | Bressingham             | Bressingham Steam and Gardens             | 1    |          | ånga                 | 19          |            |      | Waveney Valley Railway            |                    |
| Västra Midlands      | Worcestershire  | Bewdley                 | West Midland Safari Park                  |      | 0,6      |                      | 1979        |            |      | West Midland Safari Park          |                    |
| Nordvästra England   | Lancashire      | Burscough               | Windmill Animal Farm                      | 1    | 1,2      | ånga                 | 1997        |            |      | Windmill Farm Railway             |                    |
| Sydvästra England    | Somerset        | Cricket St Thomas       | Wildlife Park                             | 1    | 0,7      | diesel               | 1975        |            |      | Wildlife Valley Safari Train      | [ död länk ]       |

### Spår- och järnvägar med 381 mm spårvidd iTyskland
| Bundesland        | Storbezirk | Kommun    | Bansträckning           | Spår | Längd km | Körs med     | Från å-m-d | Till å-m-d | Revs | Sällskap                | Anmärkning / Källa |
| ----------------- | ---------- | --------- | ----------------------- | ---- | -------- | ------------ | ---------- | ---------- | ---- | ----------------------- | ------------------ |
| Baden-Württemberg | Stuttgart  | Stuttgart | Killesbergpark          | 1    | 2,3      | ånga, diesel | 1939-04-22 |            |      | Parkeisenbahn Stuttgart |                    |
| Sachsen           | Dresden    | Dresden   | Großer Garten           | 2    | 5,6      | ånga, acku   | 1950-06-01 |            |      | Parkeisenbahn Dresden   |                    |
| Sachsen           | Leipzig    | Leipzig   | Leipzig-Wahren, Auensee | 1    | 1,9      | ånga, acku   | 1951-08-05 |            |      | Parkeisenbahn Leipzig   |                    |

### Spår- och järnvägar med 381 mm spårvidd iÖsterrike
| Delstat | Kommun | Bansträckning                              | Spår | Längd km | Körs med     | Från å-m-d | Till å-m-d | Revs | Sällskap            | Anmärkning / Källa |
| ------- | ------ | ------------------------------------------ | ---- | -------- | ------------ | ---------- | ---------- | ---- | ------------------- | ------------------ |
| Wien    | Wien   | Prater-Hauptbahnhof - Ernst-Happel-Stadion | 2    | 3,9      | ånga, diesel | 1928-05-01 |            |      | Lilliputbahn Prater |                    |
| Wien    | Wien   | Donaupark, Donautornet - UNO-City          | 1    | 2,6      | diesel       | 1964       |            |      | Donauparkbahn       |                    |

## Spår- och järnvägar med 381 mm spårvidd iAmerika

### Spår- och järnvägar med 381 mm spårvidd iKanada
| Provins          | Kommun | Bansträckning | Spår | Längd km | Körs med     | Från å-m-d | Till å-m-d | Revs | Sällskap              | Anmärkning / Källa |
| ---------------- | ------ | ------------- | ---- | -------- | ------------ | ---------- | ---------- | ---- | --------------------- | ------------------ |
| British Columbia | Surrey | 88th Avenue   | 1    |          | ånga, diesel |            |            |      | Bear Creek Park Train |                    |

### Spår- och järnvägar med 381 mm spårvidd iUSA
| Delstat       | Kommun          | Bansträckning                       | Spår | Längd km | Körs med    | Från å-m-d | Till å-m-d | Revs | Sällskap                                 | Anmärkning / Källa |
| ------------- | --------------- | ----------------------------------- | ---- | -------- | ----------- | ---------- | ---------- | ---- | ---------------------------------------- | ------------------ |
| Missouri      | Steelville      |                                     | 1    |          | ånga        |            |            |      | The Arborway, TT & Northwestern Railroad |                    |
|               |                 |                                     | 1    |          |             |            |            |      | American Heritage Railroad               |                    |
|               |                 |                                     | 1    |          | ånga        |            |            |      | B.A.D. Great Northern Railroad           |                    |
| Kalifornien   |                 |                                     | 1    |          | ånga        | 1960       |            |      | Glenwood South Park & Pacific Railroad   |                    |
| Kalifornien   | Reedley         |                                     | 1    | 1,7      | ånga        |            |            |      | Hillcrest & Wahtoke Steam Railroad       |                    |
| Kalifornien   | Joshua Tree     |                                     | 1    |          |             |            |            |      | The Joshua Tree and Southern Railroad    |                    |
| Pennsylvania  | Berks County    |                                     | 1    |          |             |            |            |      | Laurel Run Railroad                      |                    |
| Illinois      | Flora           | Charley Brown Park                  | 1    | 0,4      | ånga        | 1959       |            |      | Little Toot Railroad                     |                    |
| Illinois      | Centralia       |                                     | 1    |          | ånga        | 1969       | 1985       |      |                                          |                    |
| Illinois      | Peoria          | Wildlife Prairie Park               | 1    |          | ånga        | 1985       | 1993       |      |                                          |                    |
| Massachusetts | Florence        | Look Park                           | 1    |          |             |            |            |      | Look Park Railroad                       |                    |
| Wisconsin     | Milwaukee       | Milwaukee County Zoological Gardens | 1    |          |             |            |            |      | Milwaukee Zoo Railroad                   |                    |
| Kalifornien   |                 |                                     | 1    |          |             |            |            |      | Nickel Plate Railroad                    |                    |
| Ohio          | Findley         |                                     | 1    |          | ånga diesel |            |            |      | Northwest Ohio Railroad Preservation     |                    |
| Kalifornien   | Orland          | East Yolo Street                    | 1    | 0,8      | ånga        | 1993       |            |      | Orland Newville and Pacific Railroad     |                    |
| Arizona       | Scottsdale      | McCormick Stillman Railroad Park    | 1    |          |             |            |            |      | Paradise and Pacific Railroad            |                    |
| Oregon        | Canby           | Flower Farmer                       | 1    |          |             |            |            |      | Phoenix & Holly Railroad                 |                    |
| Kalifornien   | Berkeley        | Tilden Regional Park                | 1    |          |             |            |            |      | Redwood Valley Railway                   |                    |
| Wisconsin     | Janesville      | Riverside Park                      | 1    |          |             |            | 1952       |      | Riverside and Great Northern Railway     |                    |
| Wisconsin     | Wisconsin Dells |                                     | 1    |          | ånga        | 19__       |            |      | Riverside and Great Northern Railway     |                    |
| Wyoming       | Riverton        |                                     | 1    |          |             |            |            |      | Riverview & Twin Lakes Railroad          |                    |
| Kalifornien   | Sonoma          |                                     | 1    |          | ånga        |            |            |      | Sonoma Train Town                        |                    |
| Colorado      | Morrison        | Tiny Town                           | 1    |          | ånga        | 1939       |            |      | Tiny Town Railroad                       |                    |
| Illinois      | Waterman        | Lions Club Park                     | 1    |          | diesel      | 1994       |            |      | Waterman & Western Railroad              |                    |

## Spår- och järnvägar med 381 mm spårvidd iAsien

### Spår- och järnvägar med 381 mm spårvidd iIndien
| Delstat           | Kommun | Bansträckning   | Spår | Längd km | Körs med | Från å-m-d | Till å-m-d | Revs | Sällskap                | Anmärkning / Källa |
| ----------------- | ------ | --------------- | ---- | -------- | -------- | ---------- | ---------- | ---- | ----------------------- | ------------------ |
| Unionsterritorium | Delhi  | Bal Bahran Park |      |          |          |            |            |      | Bal Bahran Park Railway |                    |

### Spår- och järnvägar med 381 mm spårvidd iJapan
Källa:
| Region | Prefektur | Kommun     | Bansträckning                | Spår | Längd km | Körs med     | Från å-m-d | Till å-m-d | Revs | Sällskap                 | Anmärkning / Källa |
| ------ | --------- | ---------- | ---------------------------- | ---- | -------- | ------------ | ---------- | ---------- | ---- | ------------------------ | ------------------ |
| Kansai | Osaka     | Sakuradani |                              |      |          |              |            |            |      | Sakuradani Light Railway |                    |
| Chubu  | Shizuoka  | Izu        | Niji-no-Sato (Regnbågenpark) |      |          | ånga, diesel |            |            |      | Shuzenji Romney Railway  |                    |
| Kansai |           |            |                              |      |          |              |            |            |      | Cygnus woodland Railway  |                    |

## Spår- och järnvägar med 381 mm spårvidd iAustralien

### Spår- och järnvägar med 381 mm spårvidd iAustralien
| Delstat  | Kommun      | Bansträckning | Spår | Längd km | Körs med | Från å-m-d | Till å-m-d | Revs | Sällskap          | Anmärkning / Källa |
| -------- | ----------- | ------------- | ---- | -------- | -------- | ---------- | ---------- | ---- | ----------------- | ------------------ |
| Tasmania | Port Arthur |               | 1    |          | ånga     | 1986       | 2004-06-30 |      | Bush Mill Railway |                    |

### Spår- och järnvägar med 381 mm spårvidd iNya Zeeland
| Landsdel | Kommun       | Bansträckning | Spår | Längd km | Körs med | Från å-m-d | Till å-m-d | Revs | Sällskap                          | Anmärkning / Källa |
| -------- | ------------ | ------------- | ---- | -------- | -------- | ---------- | ---------- | ---- | --------------------------------- | ------------------ |
| Nordön   | Coromandel   |               | 1    |          |          |            |            |      | Driving Creek Railway             |                    |
| Nordön   | Stanmore Bay |               | 1    |          | ånga     | 1992-12-26 |            |      | Whangaparaoa Narrow Gauge Railway |                    |